# Herbert-Ernst Vahl
Herbert-Ernst Vahl fue un funcionario alemán de las SS durante la era Nazi. En la II Guerra Mundial, comandó la División SS Das Reich y la División SS Polizei. Recibió la Cruz de Caballero de la Cruz de Hierro de la Alemania Nazi.
En febrero de 1943, Vahl fue promovido a Oberführer, y se le dio el mando de la División SS Das Reich que estaba estacionada en la Unión Soviética. Mientras estuvo al mando, durante la Tercera batalla de Járkov, fue herido gravemente y se le concedió la Cruz de Caballero de la Cruz de Hierro. Después de recuperarse de sus heridas se convirtió en Inspector de tropas panzer en el SS Führungshauptamt (Oficina Central de Mando de las SS). En julio de 1944 Vahl retornó al servicio activo con la División SS Polizei que estaba estacionada en Tesalónica, Grecia. Vahl llegó para asumir el mando de la División el 18 de julio de 1944 pero murió en un accidente de automóvil el 22 de julio de 1944.
Fue enterrado el 23 de julio en el Cementerio de los Héroes de Larisa y posteriormente exhumado y vuelto a enterrar en el Cementerio Militar Alemán de Dionyssos-Rapendoza en Atenas.